# إسماعيل يس بوليس سري (فلم)
إسماعيل يس بوليس سري هو فيلم مصري تم إنتاجه عام 1959، من إخراج فطين عبد الوهاب وبطولة إسماعيل يس وعبد السلام النابلسي.

## تمثيل
- إسماعيل يس
- عبد السلام النابلسي
- حسن فايق
- زينات صدقي
- تهاني راشد
- نظيم شعراوي

## روابط خارجية
- مقالات تستعمل روابط فنية بلا صلة مع ويكي بيانات